# Петер Ернст І фон Мансфельд
Петер Ернст I фон Мансфельд (нім. Peter Ernst I von Mansfeld; 12 серпня 1517, замок Хельдрунген, Тюрингія — 25 травня 1604, Люксембург) — воєначальник і державний діяч Іспанської імперії, фельдмаршал, штатгальтер Іспанських Нідерландів і губернатор Люксембургу.

## Біографія
Другий син графа Ернста II фон Мансфельда і графині Доротеї фон Зольмс-Ліх.
Виховувався при дворі Римського короля Фердинанда, брата імператора Карла V. У 1533 році вступив на імперську службу, в 1535 році брав участь у Туніському поході. Після повернення залишився зброєносцем-стольником (écuyer tranchant) у імператора, який посвятив його в лицарі.
У 1543 році при облозі Ландресі командував ротою кавалерії, а в наступному році Рено III ван Бредероде, який командував тисячею кавалеристів під Сен-Дізьє, взяв його в якості лейтенанта і дав дві сотні рейтарів.
2 червня 1545, після відставки П'єра де Вершена, був призначений губернатором Люксембургу і Намюра. Закінчив зведення в столиці герцогства укріплень, що будувалися інженерами Марко з Верони і Свером з Утрехта.
У 1546 році на капітулі в Утрехті був прийнятий в лицарі ордена Золотого руна.
У 1552 році, після захоплення Меца Генріхом II, королева Марія Угорська доручила Мансфельда невелику армію, складену з дворян і воїнів Нідерландів. Він послідовно опанував Стіне, Монфоконом, Гранпре та іншими місцями, потім, покликаний очолити оборону обложеного Івуа, був зраджений гарнізоном і потрапив у полон до французів. Був звільнений у 1557 році, після сплати великого викупу.
Наслідуючи Карла V, Філіп II направив Мансфельда як свого представника на Регенсбурзький рейхстаг, а після повернення з Німеччини дав йому під Сен-Кантеном роту з 50 копій і командування шестизнаменним валлонським піхотним полком, з чином генерал-кампмейстера німців, які служили під іспанськими прапорами. Петер Ернст І фон Мансфельд зробив внесок у перемогу в битві при Сен-Кантене, де був поранений пострілом з пістолета в коліно, що зробив його калікою.
У наступному році, підтверджений на посаді генерал-кампмейстера, командира рейтарського і валлонського піхотного полків, безуспішно намагався надати допомогу обложеному Тіонвілю.
До цього часу граф був уже сильно обплутаний боргами, і на Гентському капітулі Золотого руна 1 серпня 1558 він був притягнутий до відповідальності офіцером юстиції Великої Мехеленської ради і одним буржуа з Брюсселя, які зажадали виплати за кількома позиками. Проте, Філіп II перед від'їздом до Іспанії, затвердив Мансфельда на посаді губернатора і капітан-генерала герцогства Люксембург і графства Шини.
В роки після укладення Като-Камбрезійського миру, граф більше часу проводив у Брюсселі у своєму палаці, ніж у губернаторстві, бо кардинал Гранвель 12 жовтня 1562 писав Гонсало Пересу, що за останні три роки Мансфельд не провів і двох місяців у Люксембурзі. Одружившись в тому ж році другим шлюбом із Марією де Монморансі, сестрою графа Хорна і барона Монтіньї, він зайняв місце серед противників кардинала. 30 травня того ж року на нараді губернаторів провінцій і лицарів ордена, скликаному правителькою Маргаритою Пармською в Брюсселі для вироблення заходів, здатних перешкодити французьким гугенотам проникати до Нідерландів для з'єднання з одновірцями, Мансфельд, ймовірно, був серед тих, хто, всупереч герцогині і Гранвелю, запропонували союз із Генеральними штатами для отримання коштів на фортифікаційні роботи і озброєння прикордонних фортець.
У липні 1563 року граф брав участь у нараді незадоволених сеньйорів, які вирішили, що ніхто з них не вирушить до Іспанії для надання звіту королю про справи в Нідерландах (щоби їхати довелося самому Гранвелю). Спровокувавши від'їзд кардинала, Мансфельд у 1564 році на святі в Люксембурзі, присвяченому хрещенню його сина Філіпа Октавіана, в якому брали участь принц Оранський, графи Хорн і Хогстратен і барон де Монтіньї, представив бурлескну сцену, в якій фігуру кардинала переслідували два чорти з лисячими хвостами, що було алюзією на противника Гранвеля Симона Ренара.
Незадоволена Маргарита утрималася від рекомендації Мансфельда у члени Державної ради під приводом його іноземного походження, хоча статус лицаря ордена Золотого руна і посада губернатора провінції давали йому права місцевого уродженця.
Після від'їзду кардинала Мансфельд все ж повернувся у фавор; у 1565 році він був призначений генералом ескадри, надісланої до Лісабона за Марією Португальською, нареченою сина правительки Алессандро Пармського. Відправившись із Вліссінгену 12 серпня, в компанії дружини і сина Карла, він повернувся 2 листопада до Армюйдена, на острові Вальхерен, привізши португальську принцесу. Герцогиня подякувала йому від імені короля, герцог Пармський подарував 4000 дукатів, Маргарита піднесла графині кольє, ціною 2500 дукатів, а дочкам коштовностей на 900 дукатів. Філіп II зробив Мансфельду ще кілька милостей, і граф, який сподівався зробити дипломатичну кар'єру, виявив бажання вирушити послом на Аугсбурзький рейхстаг.
Користуючись одруженням герцога Пармського у Брюсселі і барона де Монтіньї в Антуані, нідерландська знать утворила опозиційну лігу. Викликаний з Люксембургу до Брюсселя для консультації, у зв'язку з появою Компромісу дворян, граф був єдиним сеньйором, який публічно заявив, що нічого не знає про те, що відбувається, і перші відомості отримав від свого сина за три дні до приїзду. 28 березня він додав, що вважає цю конфедерацію справою ганебною, і пригрозив Карлу своїм батьківським гнівом, якщо той не поспішить вийти з неї.
Водночас, як і інші губернатори провінцій, Мансфельд виступив проти надмірної суворості королівських едиктів про переслідування єретиків. Проте, незабаром, незважаючи на спорідненість із графами Хорном і Бредероде, Петер Ернст порвав із їхньою лігою, і спроба цих панів заявити про те, що на знак свідоцтва свого невдоволення він мав намір відіслати орденський ланцюг Філіпу (2 квітня 1566), свідчила лише про прагнення скомпрометувати Мансфельда перед королем і повернути його до лав опозиції.
При цьому причини, що змусили графа віддалитися від незадоволених, носили особистий характер і були далекі від політики. Дочка Мансфельда, повезена своїм дядьком Бредероде до Голландії, вступила у зв'язок із бастардом принца Оранського Паламедом де Шалоном. Ув'язнена до вежі, вона зуміла втекти, переодягнувшись чоловіком, і сховалася в Англії, куди незабаром прибув Шалон, який взяв її за дружину. Мансфельд звинуватив шурина в недостатній пильності.
Зміна політичної позиції повернула Мансфельду розташування правительки. Відправивши 1 липня графа ван Бергена до короля, Маргарита доручила йому, поміж іншим, поговорити про титули, якими можна нагородити його за послуги. Сам Мансфельд відкрито демонстрував відданість Маргариті, запропонувавши зібрати дві тисячі кавалеристів, і не зупинився перед доносом, повідомивши в кінці липня, що незадоволені сеньйори зв'язалися з французькими гугенотами, і передав лист одного лотаринзького дворянина, який звинувачував принца Оранського і графа Хорна в організації збурення у Фландрії. У Державній раді він систематично голосував разом із прихильниками крайніх заходів Шарлем де Берлемоном, герцогом д'Арсхотом і сеньйором де Нуаркармом.
У момент, коли повстання іконоборців досягло піку, Маргарита відмовилася сховатися в Монсі, вирішила залишитися в Брюсселі, і призначила Мансфельда губернатором міста, віддавши себе під його захист. Близько цього часу граф знову їздив з посольством до імператора і передав правительці записку, в якій викладав пропозиції щодо запобігання змов і загальної революції, здатної знищити владу Австрійського дому. Зі свого боку незадоволені звинувачували його в сервілізмі.
2 січня 1567 Мансфельд запропонував герцогині вимагати від найбільш впливових сеньйорів принести нову присягу із зобов'язанням служити королю проти всіх. Сам він приніс клятву першим, потім схилив до примирення з Маргаритою графа Егмонта, і разом з ним в березні вирушив до Вільброку, щоб домогтися того ж і від принца Оранського.
18 квітня Антверпен оголосив про своє підпорядкування і готовність прийняти гарнізон. Граф увійшов туди з 16 ротами. Щоби перешкодити протестантським солдатам атакувати з флангів через бічні вулиці, він за шляхом проходження перегородив виходи на них возами з багажем. 28-го Мансфельд прийняв у місті Маргариту, що залишалася в Антверпені до липня, потім передав командування графу Лодрону з його німецькими військами, і вивів з міста своїх фламандців. З цієї нагоди правителька призначила його генералом німецької кавалерії.
Після прибуття до Нідерландів герцога Альби Мансфельд 21 квітня з'явився його вітати до Лувена, і в той же день повернувся назад до Брюсселя. Був присутній на засіданні ради, що передувала арешту графів Егмонта і Хорна (9 вересня), після чого разом з Берлемоном повідомив цю новину герцогині, вибачивши Альбі за те, що той до останнього моменту приховував від неї наказ короля. За першим репресивним актом повинні були розпочатися переслідування всіх, хто підписав Компроміс, і Мансфельд поспішив відіслати свого сина Карла, який був одним із найгарячіших його прихильників. Направивши королю послання з проханням про милість до арештованих, на аудієнції в Альби граф різко протестував проти насильства над статутами ордена Золотого руна, і запропонував скликати лицарів для вирішення цього питання. Альба на це відповів, що покарає тих, хто посміє зібратися, що він виконує королівський наказ, прийнятий після зрілого міркування, і що лицарі повинні йому підкорятися.
Після бурхливого пояснення сторони розійшлися, вкрай незадоволені один одним, і після цього герцог Альба в період свого намісництва намагався не користуватися послугами Мансфельда, тримав його подалі від Брюсселя. Єдиними місіями, які йому довірили, були супровід Маргарити Пармської до Італії, після того, як вона 29 грудня 1567 склала свої повноваження, а в 1569 році - приєднання з 25 прапорами піхоти і 2000 вершників до французької королівської армії, що діяла проти гугенотів принца Конде, який об'єднався з принцом Оранським і двома його братами, Генріхом і Людвігом, що привели тисячу рейтарів.
3 жовтня 1569 Мансфельд відзначився у битві при Монконтуре, де був поранений пострілом з аркебузи в праву руку, яка також залишилася покаліченою. Карл IX направив йому листа з подякою, написавши, що завдяки його хоробрості зберіг свою корону.
Дізнавшись про те, що справа його шурина барона де Монтіньї, щознаходився в ув'язненні в Сеговії, розглядається Радою з хвилювань, Мансфельд безуспішно намагався виступати на його захист перед цим знаменитим судилищем.
У 1574 році наступник Альби Луїс де Рекесенс, прямуючи в Нідерланди проїздом через Люксембург, висловив здивування тим, що такий відомий воїн перебуває в забутті, і вирішив виправити цю несправедливість. 18 січня 1575 він просив для Мансфельда посаду генерала легкої кавалерії, вакантну після смерті дона Хуана де Мендоси, і запропонував ввести його до Державної ради. 10 березня король наказав графу прибути до Брюсселя, якщо його відсутність в Люксембурзі не створить проблем, і взяти участь в засіданнях ради в якості запрошеної особи.
У травні Рекесенс знову запропонував увести Мансфельда до ради, а також призначити його губернатором Фландрії, тодішній намісник якої граф дю Ре очолював провінцію лише в силу розпорядження герцога Альби. Філіп II визнав ці функції несумісними і запропонував передати графу пост генерал-кампмейстера, якщо Чаппіно Вітеллі, який займав цю посаду, покине Нідерланди. Рекесенс продовжував наполягати, сподіваючись, що високе призначення дещо поправить майнові справи Мансфельда, і король врешті-решт погодився призначити графа до ради і дати йому пост табірного маршала провінції (maréchal de camp de par deçà), вакантний після смерті графа д'Аренберга, але лише як виконуючого обов'язки, а оформлення жалуваних грамот затягнулося.
5 березня 1576 великий командор Кастилії помер. За два дні до смерті він призначив Мансфельда своїм заступником з усіх військових питань, але не встиг підписати документ, і Державна рада відмовився його визнати. Проте, Мансфельд був викликаний до Брюсселя, куди прибув 16 березня, і наступного дня був призначений генерал-кампмейстером. Він вважав це недостатнім, тим більше, що в околицях Брюсселя з'явилися бунтівні шеволежери, а іспанці, що знаходилися в місті, не бажали підкорятися наказам влади. За цих обставин граф за допомогою міського магістрату домігся призначення військовим губернатором Брюсселя (21 березня). Будучи офіційно введеним до складу ради 14 липня, Мансфельд розгорнув активну діяльність в інтересах короля, за що отримав у революціонерів, незадоволених тим, що він «пхав свого носа всюди», прізвисько espagnolisé.
Коли після взяття Зірікзе вибухнув заколот іспанців, які вимагали виплати платні, Мансфельд марно намагався заспокоїти незадоволених, але відсутність коштів у скарбниці і конфлікт між членами ради не дозволили розв'язати кризу. Відсутність грошей та інструкцій із метрополії спонукали кількох прелатів і буржуа з провінційних штатів Брабанта до вчинення державного перевороту. 4 вересня 1576 Жак де Глім, підполковник десятизнаменного піхотного полку, підняв заколот, виламавши двері, увірвався до будівлі ради і заарештував її членів. Мансфельд разом з іншими радниками був проведений між двома шеренгами аркебузирів і посаджений під арешт. Для пояснення того, що відбувається був пущений слух, ніби губернатор збирався видати місто іспанської солдатні, зрадивши його вогню і крові. Граф залишався в ув'язненні до 8 березня 1577, і був звільнений після підписання договору між Хуаном Австрійським та Генеральними штатами.
Основною умовою трактату був вивід із Нідерландів іспанських, італійських і бургундських військ. 25 березня вони зібралися біля Маастрихта в очікуванні виплати грошей. Державна рада доручила Жилю де Берлемон вести їх до Італії, але Генеральні штати вважали за краще довірити це доручення Мансфельду, з чим погодився і дон Хуан. Незабаром граф вирушив у похід на чолі 20000 чоловік, з 10-12 тис. коней і тисячею возів. За висловом Роди, це нагадувало картину «виходу Ізраїлю з Єгипту». Через Лотарингію, Бургундію і Савойю армія прибула до Міланського герцогства. Виконавши цю місію, граф збирався їхати до Іспанії, щоби викласти королю свої претензії і вимагати нагороди за працю, але раптово був викликаний доном Хуаном до Нідерландів. 31 жовтня Мансфельд зустрівся з намісником у недавно завойованому Намюрському замку, і був призначений похідним маршалом (maréchal de l'ost), замість графа Аренберга.
Із цього моменту граф брав участь у всіх військових експедиціях проти військ Генеральних штатів: у битві при Жамблу він командував іспанським ар'єргардом, перед Ріменаном він радив здійснити атаку ретраншементів. Після смерті дона Хуана Мансфельд був одним з найвідданіших лейтенантів Алессандро Пармського, і під час облоги Маастрихта був призначений головним табірним маршалом. Зробив значний внесок в успіх облоги, але через розбіжності з Оттавіо Гонзагою не завадив заворушенням і триденному розграбуванню міста. Потім з частиною армії попрямував до Гельдерну, але незабаром був відкликаний до Монса, щоби йти до Арраса для сприяння штатам Ено, Артуа, Лілля, Дуе і Орші в переговорах з валлонськими сеньйорами.
Протягом декількох місяців, поки Фарнезе займався виконанням умов Арраської угоди, Мансфельд тимчасово виконував функції губернатора і капітан-генерала підкорених провінцій, оволодівши за цей час Куртре, Мортаном, Сент-Аманом, замком Кенуа та іншим. Потім під командуванням герцога сприяв взяттю Бушена, Нивеля, Вільворде, Ауденарде, Сихема і Далема.
У 1585 році на військовій раді, зібраній Фарнезе, висловив думку про те, що для облоги Антверпена сил недостатньо, але прийняв командування над військами, які проводили операції на правому березі Шельди, в Брабанте. Там до нього приєднався полковник Мондрагон. Пройшовши Фландрію, Мансфельд переправився через річку у Бургта з 4500 піхотинцями і вісьмома ротами кавалерії. Обійшовши Антверпен, він зайняв позицію у Стаброка, за льє на південь від Лілло, де грунтовно окопався. 26 травня він брав участь в відвоювання греблі Кувенштейна, захопленої військами Генеральних штатів за сприяння антверпенських кораблів.
11 серпня в капелі форту Сен-Філіпп він передав орденське вбрання Золотого руна Фарнезе, який відклав церемонію до взяття Антверпена; потім через погіршення здоров'я внаслідок труднощів облоги, поїхав до Люксембурга.
У 1588 році герцог Пармський, який готувався прийняти командування десантними військами, призначеними для завоювання Англії, викликав Мансфельда до Брюсселя, щоби призначити тимчасовим генерал-губернатором. На той час граф був найстарішим членом ордена Золотого руна, і його військовий досвід не викликав сумнівів. Пізніше Фарнезе при кожному від'їзді з Нідерландів залишав замість себе Мансфельда. Того разу, маючи графа під рукою, він направив його на допомогу князю де Шім'ї, який відправився допомагати курфюрстові Кельнському і безуспішно тримав у облозі Бонн. При звістці про прибуття старого солдата оборона міста поспішила капітулювати, щоб уникнути здачі на більш важких умовах.
Після підкорення Бонна, очоливши війська Шім'ї, Мансфельд рушив на Венло, і відчайдушно атакував Вахтендонк, де, за твердженням Стради, мортири вперше стріляли бомбами. Місто було взято 20 грудня.
Після смерті Фарнезе Філіп II призначив Мансфельда тимчасовим штатгальтером Нідерландів до прибуття ерцгерцога Ернста (січень 1594). Саме під час цього інтеріма був опублікований наказ не використовувати військові квартири і відмовитися від будь-яких викупів, контрибуцій і охорони, обходитися з противником з крайньою суворістю, зобов'язати жителів рівнинної країни дзвонити у дзвони при його наближенні, і вішати полонених. Як і слід було очікувати, у відповідь на це варварське розпорядження Генеральні штати опублікували аналогічну постанову.
17 січня 1594 Мансфельд повернувся до Люксембурга після зустрічі з ерцгерцогом і залишався у своєму губернаторстві майже постійно, до самої смерті. Протягом 58 років управління провінцією він зумів зберегти її лояльність Іспанії, але діяв дуже жорстокими методами. З початком хвилювань його звинувачували в тому, що він «заважав раді юстиції, перешкоджав роботі офісу генерального прокурора Люксембурга, змусив проводити всі клопотання через свого секретаря, користувався штрафами, і вичавлював усе можливе з бідних селян».
Навіть якщо в цих звинуваченнях є перебільшення, безсумнівним є те, що Мансфельд постійно потребував грошей і використовував громадянську війну для особистого збагачення. Він витратив значні кошти для меблювання і прикраси свого палацу в Люксембурзі, створення чудового саду в Клаузені, прикрашеного антиками, які за його наказом розшукували по всій провінції,особливо в Арлоні.

## Родина
1-а дружина (1 квітня 1542): Маргарета ван Бредероде (бл. 1520-31.05.1554), дочка графа Рено III ван Бредероде і Філіппіни де Ламарк. Принесла багатий посаг, що був дуже швидко розтрачений.
Діти:
- Фрідріх фон Мансфельд (1542-1559)
- князь Карл фон Мансфельд (1545 - 14.08.1596), генерал християнсько-імперських військ, убитий при облозі Грана. Перша дружина - Діана де Коссе, дочка графа Шарля I де Коссе-Бріссака, маршала Франції, і Шарлотти де Сюёр д'Ескето; Друга дружина - Марія Христина д'Егмонт (1550-1622), дочка графа Ламораль I д'Егмонта, принца Гаврського, і Сабіни фон Пфальц-Зіммерн
- Філіп фон Мансфельд (пом. 1574), убитий на дуелі з сеньйором де Рішбуром у Брюсселі
- Поліксена фон Мансфельд (пом. після 17.09.1591). Чоловік: Паламед де Шалон-Нассау (пом. 1600)

2-а дружина (22.02.1562): Марія де Монморансі, дама де Конде (пом. 5.02.1570), дочка Жозефа де Монморансі, сеньйора де Нівеля, і Анни ван Егмонт, вдови графа Шарля II де Лалена.
Діти:
- граф Філіп Октавіан фон Мансфельд (1564-1591)
- Доротея фон Мансфельд. Чоловік - Франсиско Вердуго (1537-1595), губернатор Фрісландії.

Бастард від Анни фон Бензерат:
- Петер Ернст II фон Мансфельд (1580-29.11.1626)